# East West Bank Classic 1987
L'East West Bank Classic 1987 è stato un torneo di tennis giocato sul cemento.
È stata la 14ª edizione del torneo, che fa parte del Virginia Slims World Championship Series 1987.
Si è giocato a Los Angeles negli Stati Uniti, dal 10 al 16 agosto 1987.

## Campionesse

### Singolare
Steffi Graf ha battuto in finale  Chris Evert con il punteggio di 6–3, 6–4

### Doppio
Martina Navrátilová /  Pam Shriver hanno battuto in finale  Zina Garrison /  Lori McNeil con il punteggio di 6–3, 6–4